# Achoerodus gouldii
 Achoerodus gouldii és una espècie de peix de la família dels làbrids i de l'ordre dels perciformes present al sud d'Austràlia (des del sud d'Austràlia Occidental fins a Austràlia Meridional). Els mascles poden assolir els 175 cm de longitud total.